# Matchless Model K
Het Matchless Model K  was het enige automodel dat de Britse motorfietsfabrikant Matchless ooit produceerde. Het model bestond slechts twee jaar, in 1923 en 1924.

## Voorgeschiedenis
Henry Herbert Collier was met zijn rijwielmerk Matchless in 1899 begonnen met experimenten met clip-on motoren op zijn fietsen. In 1902 werd de motorfietsproductie opgestart en al in 1907 won zijn jongste zoon Charlie de TT van Man met een Matchless met JAP-inbouwmotor. Oudste zoon Harry won de TT van 1909. Beide broers ontwikkelden zich tot goede technici. Charlie bouwde in 1910 zijn eigen vliegtuig en in 1912 verscheen een flink aantal motorfietsmodellen met motoren die de broers zelf hadden ontwikkeld. Toen Matchless tijdens de Eerste Wereldoorlog munitie en vliegtuigonderdelen voor de regering moest gaan maken, gebruikten ze de tijd voor de ontwikkeling van een tweecilinderboxermotor, waarmee ze het prototype Matchless Model H Flat Twin bouwden. In de eerste jaren na de oorlog leverde Matchless alleen zware modellen, vooral zijspancombinaties, met 976cc-JAP-motoren en 996cc-MAG-motoren. De concurrentie in deze categorie was groot, vooral van Amerikaanse merken, die tijdens de oorlog een voorpsrong in de ontwikkeling hadden genomen. 

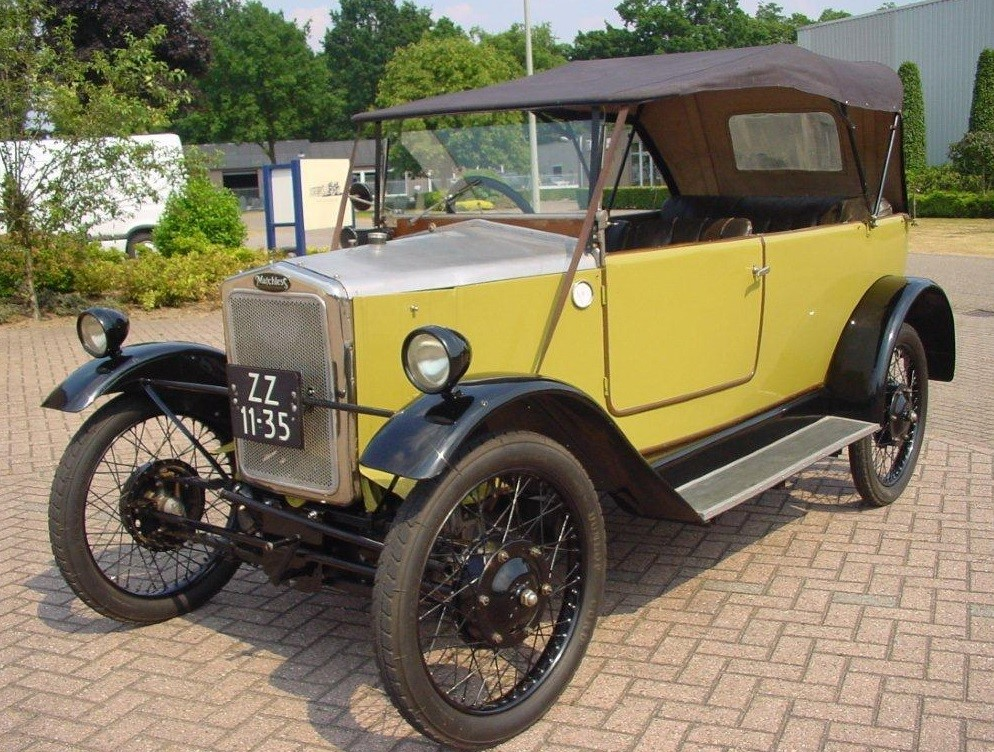
Matchless Model K uit 1923

.

## Model K
Rond 1923 sloeg Matchless nieuwe wegen in. Het was het laatste productiejaar van de zware modellen H en J en er kwamen lichtere motorfietsen. Daarnaast verscheen het automodel K. Dit was een kleine, vierzits cabriolet met een zelf ontwikkelde kopklep-boxermotor. Deze dreef via een droge plaatkoppeling een drieversnellingsbak aan, waarna een aandrijfas via een wormwiel en een differentieel de achteras aandreef. De auto was rondom voorzien van bladveren en trommelremmen. De motor was luchtgekoeld. Hoewel het leek alsof de auto was voorzien van een radiateur, was het motorblok zo laag in het chassis gehangen dat de beide cilinders vol in de rijwind lagen. De auto had een Lucas-Magdyno, Lucas elektrische verlichting en een Zenith-carburateur. Hij was 3,51 meter lang, 1,52 meter breed en woog 533 kg. Na 1924 ging het Model K weer uit productie en richtte Matchless zich weer volledig op de productie van motorfietsen. 